# Olympische Sommerspiele 1908/Radsport – 660 Yards Bahn (Männer)
Das Bahnradrennen über 660 Yards bei den Olympischen Spielen 1908 in London fand vom 17. bis 18. Juli im White City Stadium statt.
Jeder Nation standen bis zu 12 Startplätze zu. Die Renndistanz von 660 Yards (603,491 m) entsprach einer Runde auf der Radrennbahn. Das Zeitlimit für das Rennen betrug 1 Minute und 10 Sekunden. Der Wettbewerb fand in drei Runden statt (Vorläufe, Halbfinale und Finale). Insgesamt gab es 16 Vorläufe, sofern der Sieger eines jeden Laufes das Zeitlimit nicht überschritten hatte, qualifizierte er sich für das Halbfinale. Dort gab es vier Läufe, auch hier qualifizierte sich nur der Sieger eines jeden Laufes für das Finale, sofern das Zeitlimit nicht überschritten wurde.
Im Finale konnte sich der Brite Victor Johnson den Olympiasieg sichern.

## Ergebnisse

### Vorläufe

#### Lauf 1
| Rang | Athlet         | Nation         | Zeit      | Anm. |
| ---- | -------------- | -------------- | --------- | ---- |
| 1    | Benjamin Jones | Großbritannien | 59,0 s    | Q    |
| 2    | Dorus Nijland  | Niederlande    | unbekannt |      |

#### Lauf 2
| Rang | Athlet             | Nation         | Zeit      | Anm. |
| ---- | ------------------ | -------------- | --------- | ---- |
| 1    | William Bailey     | Großbritannien | 50,8 s    | Q    |
| 2    | Frederick McCarthy | Kanada         | unbekannt |      |
| 3    | Pierre Seginaud    | Frankreich     | unbekannt |      |

#### Lauf 3
| Rang | Athlet             | Nation          | Zeit      | Anm. |
| ---- | ------------------ | --------------- | --------- | ---- |
| 1    | Clarence Kingsbury | Großbritannien  | 57,4 s    | Q    |
| 2    | Rudolf Katzer      | Deutsches Reich | unbekannt |      |
| 3    | Georgius Damen     | Niederlande     | unbekannt |      |

#### Lauf 4
| Rang | Athlet               | Nation         | Zeit      | Anm. |
| ---- | -------------------- | -------------- | --------- | ---- |
| 1    | Victor Johnson       | Großbritannien | 56,2 s    | Q    |
| 2    | Jean Patou           | Belgien        | unbekannt |      |
| 3    | Richard Villepontoux | Frankreich     | unbekannt |      |

#### Lauf 5
| Rang | Athlet           | Nation     | Zeit                    | Anm. |
| ---- | ---------------- | ---------- | ----------------------- | ---- |
| —    | Maurice Schilles | Frankreich | Zeitlimit überschritten |      |
| —    | Frank Shore      | Südafrika  | Zeitlimit überschritten |      |

#### Lauf 6
| Rang | Athlet         | Nation         | Zeit      | Anm. |
| ---- | -------------- | -------------- | --------- | ---- |
| 1    | Émile Demangel | Frankreich     | 59,8 s    | Q    |
| 2    | George Summers | Großbritannien | unbekannt |      |
| 3    | Andrew Hansson | Schweden       | unbekannt |      |

#### Lauf 7
| Rang | Athlet               | Nation          | Zeit      | Anm. |
| ---- | -------------------- | --------------- | --------- | ---- |
| 1    | Johannes van Spengen | Niederlande     | 58,2 s    | Q    |
| 2    | Hermann Martens      | Deutsches Reich | unbekannt |      |
| 3    | Joe Lavery           | Großbritannien  | unbekannt |      |

#### Lauf 8
| Rang | Athlet           | Nation     | Zeit      | Anm. |
| ---- | ---------------- | ---------- | --------- | ---- |
| 1    | Walter Andrews   | Kanada     | 55,8 s    | Q    |
| 2    | Joseph Werbrouck | Belgien    | unbekannt |      |
| 3    | Gaston Delaplane | Frankreich | unbekannt |      |

#### Lauf 9
| Rang | Athlet          | Nation     | Zeit       | Anm. |
| ---- | --------------- | ---------- | ---------- | ---- |
| 1    | Paul Texier     | Frankreich | 1:01,6 min | Q    |
| 2    | Thomas Passmore | Südafrika  | unbekannt  |      |

#### Lauf 10
| Rang | Athlet         | Nation          | Zeit       | Anm. |
| ---- | -------------- | --------------- | ---------- | ---- |
| 1    | Floris Venter  | Südafrika       | 1:03,2 min | Q    |
| 2    | Georges Perrin | Frankreich      | unbekannt  |      |
| 3    | Bruno Götze    | Deutsches Reich | unbekannt  |      |

#### Lauf 11
| Rang | Athlet          | Nation          | Zeit      | Anm. |
| ---- | --------------- | --------------- | --------- | ---- |
| 1    | Karl Neumer     | Deutsches Reich | 54,2 s    | Q    |
| 2    | W. F. Magee     | Großbritannien  | unbekannt |      |
| 3    | Émile Maréchal  | Frankreich      | unbekannt |      |
| 4    | Antonie Gerrits | Niederlande     | unbekannt |      |

#### Lauf 12
| Rang | Athlet           | Nation         | Zeit      | Anm. |
| ---- | ---------------- | -------------- | --------- | ---- |
| 1    | Ernest Payne     | Großbritannien | 57,2 s    | Q    |
| 2    | André Poulain    | Frankreich     | unbekannt |      |
| 3    | Jean Van Benthem | Belgien        | unbekannt |      |

#### Lauf 13
| Rang | Athlet                      | Nation          | Zeit      | Anm. |
| ---- | --------------------------- | --------------- | --------- | ---- |
| 1    | Daniel Flynn                | Großbritannien  | 55,0 s    | Q    |
| 2    | Gerard Bosch van Drakestein | Niederlande     | unbekannt |      |
| 3    | Paul Schulze                | Deutsches Reich | unbekannt |      |

#### Lauf 14
| Rang | Athlet          | Nation         | Zeit      | Anm. |
| ---- | --------------- | -------------- | --------- | ---- |
| 1    | Lucien Renard   | Belgien        | 55,2 s    | Q    |
| 2    | Gaston Dreyfus  | Frankreich     | unbekannt |      |
| 3    | William Morton  | Kanada         | unbekannt |      |
| 4    | Gerald Anderson | Großbritannien | unbekannt |      |

#### Lauf 15
| Rang | Athlet           | Nation             | Zeit       | Anm. |
| ---- | ---------------- | ------------------ | ---------- | ---- |
| 1    | George Cameron   | Vereinigte Staaten | 1:05,2 min | Q    |
| 2    | Léon Coeckelberg | Belgien            | unbekannt  |      |

#### Lauf 16
| Rang | Athlet             | Nation         | Zeit      | Anm. |
| ---- | ------------------ | -------------- | --------- | ---- |
| 1    | André Auffray      | Frankreich     | 58,4 s    | Q    |
| 2    | Arthur J. Denny    | Großbritannien | unbekannt |      |
| 3    | Philipus Freylinck | Südafrika      | unbekannt |      |

### Halbfinale

#### Halbfinale 1
| Rang | Athlet               | Nation         | Zeit      | Anm. |
| ---- | -------------------- | -------------- | --------- | ---- |
| 1    | Victor Johnson       | Großbritannien | 59,2 s    | Q    |
| 2    | Johannes van Spengen | Niederlande    | unbekannt |      |
| 3    | Paul Texier          | Frankreich     | unbekannt |      |
| 4    | Walter Andrews       | Kanada         | unbekannt |      |

#### Halbfinale 2
| Rang | Athlet             | Nation         | Zeit      | Anm. |
| ---- | ------------------ | -------------- | --------- | ---- |
| 1    | Émile Demangel     | Frankreich     | 51,6 s    | Q    |
| 2    | Clarence Kingsbury | Großbritannien | unbekannt |      |
| 3    | William Bailey     | Großbritannien | unbekannt |      |
| 4    | Floris Venter      | Südafrika      | unbekannt |      |

#### Halbfinale 3
| Rang | Athlet         | Nation             | Zeit      | Anm. |
| ---- | -------------- | ------------------ | --------- | ---- |
| 1    | Daniel Flynn   | Großbritannien     | 54,8 s    | Q    |
| 2    | André Auffray  | Frankreich         | unbekannt |      |
| 3    | George Cameron | Vereinigte Staaten | unbekannt |      |
| 4    | Ernest Payne   | Großbritannien     | unbekannt |      |

#### Halbfinale 4
| Rang | Athlet         | Nation          | Zeit       | Anm. |
| ---- | -------------- | --------------- | ---------- | ---- |
| 1    | Karl Neumer    | Deutsches Reich | 1:05,6 min | Q    |
| 2    | Lucien Renard  | Belgien         | unbekannt  |      |
| 3    | Benjamin Jones | Großbritannien  | unbekannt  |      |

### Finale
| Rang | Athlet         | Nation          | Zeit      |
| ---- | -------------- | --------------- | --------- |
| 1    | Victor Johnson | Großbritannien  | 51,2 s    |
| 2    | Émile Demangel | Frankreich      | unbekannt |
| 3    | Karl Neumer    | Deutsches Reich | unbekannt |
| 4    | Daniel Flynn   | Großbritannien  | unbekannt |